# 萬松
株式会社萬松（まんしょう、MANSHO CO., LTD）は、かつてフェノール樹脂およびプラスチック製品の成形加工などを行っていた日本の企業。

## 概要
1958年2月に創業し、1960年3月に法人へ改組。当初は塗料の販売を手掛けていたが、後に自動車メーカー向けプラスチック製品の製造に進出。大手自動車メーカーとの取引関係を拡大していった。
ピーク時の2000年4月期は51億2437万円の売上げあった。しかし、2011年に設立したメキシコの現地子会社において、金型の不具合やメキシコ特有の気候による塗装不良が発生したことにより、多額の損失が発生し、メキシコの現地子会社に対して金融支援を行ったことから、資金繰りが悪化。これに追い打ちをかけるかのように、自動車メーカーの販売不振に伴い受注が減少。これを受けて萬松は、金融機関から元本返済猶予を受けた他。2018年1月には中小企業再生支援協議会に対して支援を要請した。
2019年4月期の売上は約28億3500万円までに落ち込み、さらに2020年に発生した新型コロナウイルスに伴う自動車メーカーの減産に伴い、2020年3月と4月の売り上げが前年比30%と落ち込んだ。萬松は2020年4月末の決済資金調達の目処が立たないことから、同年4月28日に東京地方裁判所へ破産を申請し、同年4月30日に破産手続開始決定を受けた。
埼玉事業所（埼玉県寄居町）と九州事業所（大分県中津市）は破産管財人の下で事業を継続していたが、九州事業所は2020年7月1日に破産管財人から同年6月11日に東洋ドライルーブが設立した大分ドライルーブ株式会社へ、埼玉事業所は同年7月31日に破産管財人から埼玉スプリングが設立した株式会社YSPへそれぞれ譲渡された。
萬松は2021年5月17日に法人格が消滅した。

## 沿革
- 1958年2月 - 萬松塗料商店として創業。
- 1960年3月 - 萬松塗料株式会社として法人へ改組。
- 1973年12月 - 商号を株式会社萬松へ変更。
- 1974年2月 - 埼玉事業所を開設。
- 1977年7月 - 九州事業所を開設。
- 1994年10月 - フィリピン萬松株式会社を設立。
- 2011年2月 - MANSHO DE MEXICO,SA DE CVを設立。
- 2020年
  - 4月30日 - 東京地方裁判所から破産手続開始決定を受ける。
  - 7月1日 - 九州事業所を大分ドライルーブ（東洋ドライルーブの子会社）へ譲渡。
  - 7月31日 - 埼玉事業所をYSP（埼玉スプリングの子会社）へ譲渡。
- 2021年5月17日 - 法人格消滅。